# Юганский заповедник
Юга́нский запове́дник — особо охраняемая природная территория, расположенная в Сургутском районе Ханты-Мансийского автономного округа, в бассейне реки Большой Юган (левый приток Оби).
Юганский государственный природный заповедник создан 31 мая 1982 года в междуречье Негусъяха и Малого Югана (правые притоки Большого Югана). Занимает площадь 648,7 тысяч га. Вокруг заповедника установлена охранная зона шириной 2 км и общей площадью 93 893 га. Центральная усадьба заповедника находится в селе Угут.
Климат района континентальный, отличается влажностью. Среднегодовая температура воздуха — −2,4 °C. Средняя продолжительность безморозного периода составляет 92 дня. Продолжительность вегетационного периода — 137 дней.

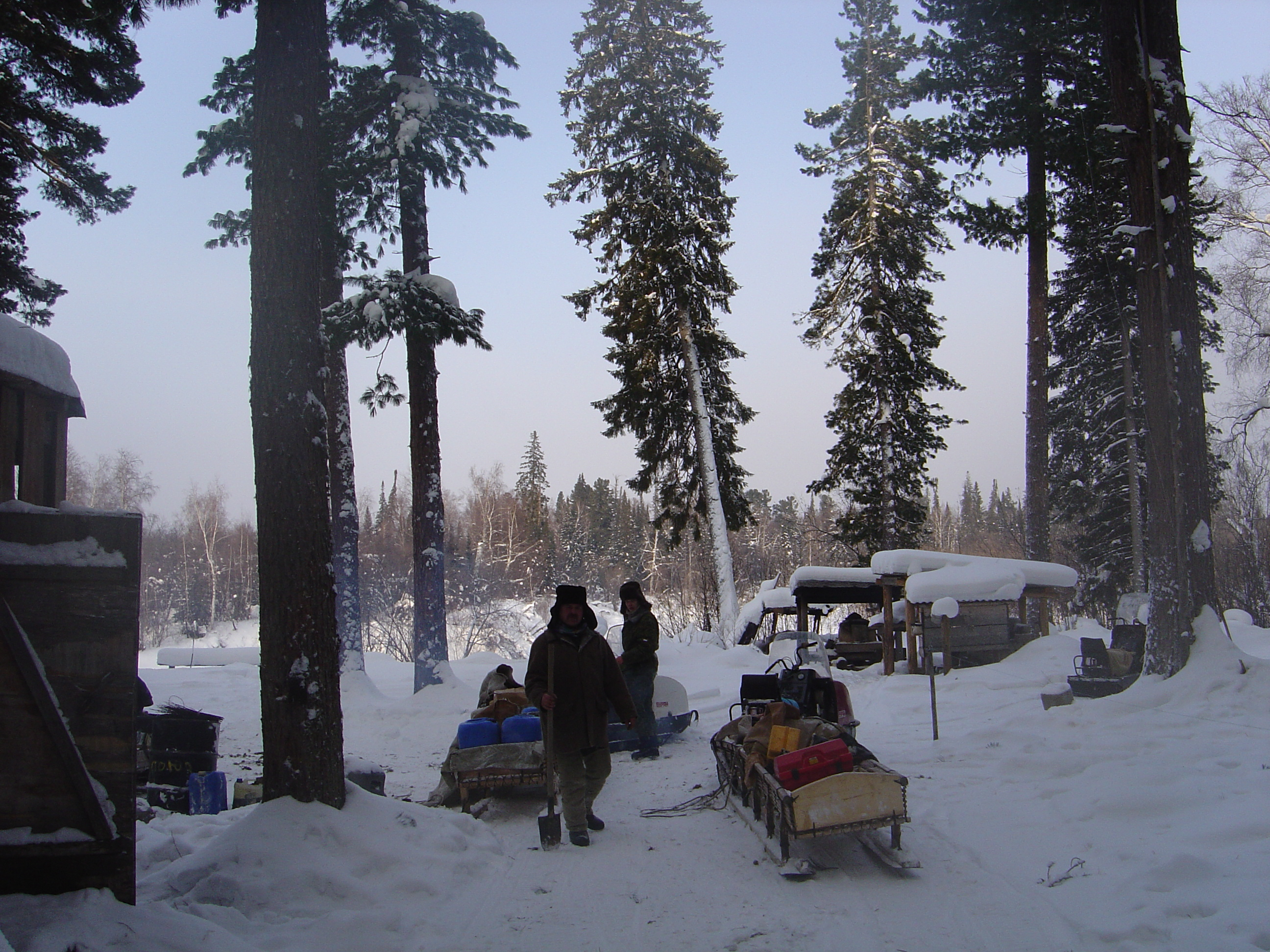
Инспектора на кордоне в охранной зоне Юганского заповедника. Река Малый Юган.

## Растительный мир
Флора сосудистых растений заповедника относительно бедна по сравнению с флорой среднетаёжного Приобья в целом, что связано с небольшим разнообразием ландшафтов. В заповеднике насчитывается 320 видов сосудистых растений, относящихся к 67 семействам. Наиболее широко представлены семейства осоковых (30 видов), сложноцветных (27), орхидных (15), розоцветных (21) и лютиковых (19).
Инвентаризация бриофлоры заповедника ещё не завершена. Список мхов пока насчитывает 76 видов, относящихся к 27 семействам (вместе с печёночными мхами). Самое представительное семейство мохообразных в заповеднике — сфагновые (19 видов).
На территории Юганского заповедника выявлено 165 видов, 14 вариантов и 16 форм лишайников из 23 семейств и 45 родов.
Видовой состав грибов и водорослей ещё не изучен.
Из видов, включённых в Красную книгу РФ, в заповеднике найдены лишайник лобария легочная, орхидное — надбородник безлистный и два вида грибов — рогатик пестиковый и ежевик коралловидный. Лобария легочная и два вида грибов довольно обычны в заповеднике и широко распространены. Надбородник безлистный широко распространён в заповеднике в темнохвойных лесах, но численность его невысока.
Несколько видов растений находятся у северной границы своего ареала и поэтому встречаются довольно редко. К ним относятся лилия кудреватая (саранка), лук победный (черемша), тайник оваловый, мякотница однолистная, башмачок пятнистый.
По геоботаническому районированию территория заповедника относится к Салымо-Юганскому округу подзоны средней тайги. Для растительности этого округа характерно преобладание на водоразделах елово-кедровых лесов с участием пихты, а менее дренированные центральные участки междуречий заняты выпуклыми олиготрофными болотами. Лесная и болотная растительность тесно взаимосвязаны и нередко переходят одна в другую.
Наиболее дренированные участки водораздельных пространств заняты елово-кедровыми зеленомошными лесами и их производными. Кедр является одной из основных лесообразующих пород в районе заповедника. Он обладает широкой экологической пластичностью — выносит засуху, морозы (-60°С), весенние затопления и поэтому встречается как на хорошо дренируемых, так и на заболоченных или переувлажнённых участках. Будучи в целом светолюбивой породой, кедр очень теневынослив в молодом возрасте и более требователен к свету с наступлением плодоношения. Такие свойства позволяют кедру образовывать как смешанные, так и чистые леса в различных лесорастительных условиях.
Елово-кедровые зеленомошные леса с присутствием пихты являются конечной стадией смены растительного покрова после пожаров. Обычно они развиваются на хорошо дренируемых участках с суглинистыми и супесчаными подзолистыми или оглеенными почвами. Эти леса имеют разновозрастный древостой, иногда с примесью мелколиственных пород. Возраст деревьев первого яруса составляет 180—200 лет. В подросте — те же темнохвойные породы с преобладанием кедра. По мере отмирания первого яруса подрост получает возможность для успешного роста, занимая образующиеся «окно». Подлесок представлен самыми обычными видами — шиповником иглистым, рябиной сибирской, жимолостью Палласа, малиной. В травяно-кустарничковом ярусе преобладают брусника, линнея северная, черника, майник двулистный, седмичник европейский, грушанка круглолистная, хвощ лесной, голокучник трёхраздельный. Моховой покров образован гилокомиумом блестящим, плеуроциумом Шребера и другими.
Несмотря на свою устойчивость, леса такого состава на территории заповедника занимают небольшие площади. Виной тому — катастрофические пожары, прошедшие по Среднему Приобью в прошлом веке. Поэтому в настоящее время основная часть водораздельных пространств занята производными лесами. Места пожарищ чаще всего зарастают мелколиственными породами — осиной и берёзой. Они обладают высокой семенной продуктивностью и хорошей способностью к распространению семян. Осина и берёза растут быстро и легко переносят экстремальные условия открытых пространств.
Под их пологом начинает формироваться будущий темнохвойный лес. Достигнув возраста 120 лет и больше, осина и берёза начинают интенсивно выпадать. Полог прореживается, что позволяет темнохвойным породам выйти в верхний ярус.

## Фауна
Фауна позвоночных животных насчитывает 269 видов. Большинство из них птицы — 216 видов. 
Список млекопитающих насчитывает 40 видов. Больше половины из этого числа приходится на грызунов и бурозубок.
Из крупных хищных зверей встречается: медведь, рысь, росомаха.  Травоядные представлены лосем и северным оленем лесного подвида.
2 вида пресмыкающихся: 
- гадюка и
- живородящая ящерица,

4 вида земноводных:
- углозуб,
- обыкновенная жаба,
- лягушки:
  - остромордая и
  - сибирская.

В озёрах и реках обитают:
- язь,
- щука,
- окунь,
- плотва,
- елец,
- ёрш,
- пескарь,
- караси: 
  - серебряный и
  - золотой.

• беспозвоночные:
- водные беспозвоночные — 557 видов;
- пауки — 85 видов;
- стафилиниды — 169 видов;

• позвоночные:
- амфибии — 4 вида;
- рептилии — 2 вида;
- птицы — 216 видов;
- млекопитающие — 40 видов.